# Виталий Кличко — Корри Сандерс
Виталий Кличко — Корри Сандерс, также известен под названиями Пусть начнётся новая эра (англ. Let the next era begin) и Месть брата III — двенадцатираундовый боксёрский поединок за вакантные титулы чемпиона мира по версиям в тяжёлом весе WBC и журнала The Ring. Бой состоялся 24 апреля 2004 года в Стэйплс-центре (Лос-Анджелес, США).
8 марта 2003 года в Ганновере состоялся поединок между младшим братом Виталия — Владимиром Кличко и Корри Сандерсом. По ходу поединка доминировал Сандерс, который четырежды отправлял Владимира в нокдаун и выиграл бой техническим нокаутом во 2-м раунде. 21 июня 2003 года состоялся поединок между Виталием Кличко и тогдашним чемпионом по версиям WBC и ІВО Ленноксом Льюисом. Поединок проходил с преимуществом Виталия Кличко, однако Кличко-старший получил рассечение, которое постоянно увеличивалось, и рефери остановил поединок. В итоге победа техническим нокаутом в 6-м раунде была присуждена Льюису. В феврале 2004 года Леннокс Льюис официально объявил о завершении спортивной карьеры, и титул чемпиона мира по версии WBC стал вакантным. Основными претендентами на него стали украинец Виталий Кличко и южноафриканец Корри Сандерс, которые занимали 1-ю и 2-ю строки в рейтинге WBC, соответственно.
По ходу поединка доминировал Виталий Кличко. В 1-м раунде Сандерсу удалось потрясти Кличко-старшего левым кроссом, но в перерыве украинец сумел устоять на ногах и продолжить поединок. Начиная со второго раунда, Сандерс начал уставать, и к четвёртому раунду он окончательно потерял прежнюю скорость, а его самый опасный удар — левый кросс — стал «толкающим». К концу восьмого раунда южноафриканский боксёр окончательно перестал защищаться от акцентированных ударов Кличко, это вынудило рефери вмешаться и остановить поединок. Победа техническим нокаутом была присуждена Виталию Кличко.
После этого боя Виталий Кличко провёл одну успешную защиту титула, после чего сделал перерыв в карьере. В октябре 2008 года он вернулся в бокс, победив тогдашнего чемпиона мира по версии WBC Сэмюэла Питера, и вернул себе чемпионский титул. Кличко-старший провёл несколько успешных защит титула, после чего в 2012 году окончательно завершил карьеру. Сандерс после боя с Виталием Кличко провёл ещё четыре поединка против малоизвестных соперников, в трёх из которых победил.

## Предыстория
8 марта 2003 года в Ганновере состоялся поединок между младшим братом Виталия — Владимиром Кличко и Корри Сандерсом. Фаворитом в поединке считался Кличко-младший. Однако по ходу поединка доминировал Сандерс, он четырежды отправлял Владимира в нокдаун и выиграл бой техническим нокаутом во 2-м раунде. После этой победы Сандерс поднялся в мировых боксёрских рейтингах и стал одним из основных претендентов на титул чемпиона мира по версии WBC.
21 июня 2003 года состоялся поединок между Виталием Кличко и тогдашним чемпионом по версиям WBC и ІВО Ленноксом Льюисом. Поединок проходил с преимуществом Виталия Кличко. Однако Кличко-старший по ходу боя получил рассечение, которое постоянно увеличивалось, и в перерыве между 6-м и 7-м раундами рефери остановил поединок. В итоге победа техническим нокаутом в 6-м раунде была присуждена Ленноксу Льюису. 2 июля 2003 года в интервью газете «Sport news» Льюис заявил, что уже начались переговоры о матче-реванше, который предполагалось провести в ноябре—декабре того же года. Предварительно он был назначен на 6 декабря, но 5 августа директор боксёрского клуба Universum, за который в тот момент выступали братья Кличко, заявил, что, по сообщению Льюиса, тот не планирует проводить бои до конца 2003 года. Вместо поединка-реванша Кличко — Льюис 6 декабря 2003 года состоялся бой Виталия Кличко против Кирка Джонсона: на кону стояла возможность боя с Льюисом за титул чемпиона мира в супертяжёлом весе по версии WBC. Поединок завершился победой Кличко техническим нокаутом во 2-м раунде.
В конце 2003 года в Москве состоялся конгресс WBC, на котором Сандерс заявил, что готов отказаться от титула чемпиона мира по версии WBO, чтобы получить возможность боксировать за титул чемпиона мира по версии WBC. Изначально планировалось, что перед поединком за титул WBC Сандерс проведёт отборочный поединок, однако в итоге было принято решение обойтись без него. 6 февраля 2004 года Леннокс Льюис написал открытое письмо, в котором объявил о завершении своей карьеры профессионального боксёра. Соперником Корри Сандерса, который занимал 2-ю позицию в рейтинге WBC, стал украинский боксёр Виталий Кличко, который занимал 1-ю позицию в этом же рейтинге. Этот был первый бой, организованный промоутерской компанией К2 Promotions, принадлежащей братьям Кличко, также в организации поединка принимали участие немецкая промоутерская компания Universum и американский телеканал HBO.
Российский спортивный журналист Александр Беленький отмечал напряжённое эмоциональное состояние Виталия перед поединком, которое было вызвано тем, что за две недели до поединка Виталий Кличко — Корри Сандерс его младший брат Владимир Кличко проиграл техническим нокаутом американцу Лаймону Брюстеру в бою за вакантный титул чемпиона мира по версии WBO.

## Ход поединка
Поединок начался напряжённо для обоих боксёров. Во второй половине первого раунда Виталий Кличко сумел провести несколько ударных комбинаций, которые дошли до Сандерса. Эти удары не были акцентированными и не оказали какого-либо существенного влияния на Сандерса. В ответ южноафриканец пробил акцентированный левый кросс, которым сумел потрясти соперника. Заметив это, Корри Сандерс попытался отправить Кличко-старшего в нокаут, но безуспешно. За семь секунд до окончания 1-го раунда Виталий Кличко поскользнулся и оказался на настиле ринга. В начале второго раунда Сандерсу удалось успешно контратаковать и провести акцентированный левый кросс, который не сумел потрясти Кличко. После этого украинский боксёр перехватил инициативу и продолжил атаковать Сандерса. К концу раунда южноафриканец выглядел уставшим, его руки были опущенными, а дыхание сбито. За весь третий раунд Сандерсу удалось довести до цели лишь левый кросс, в ответ на который Виталий Кличко выбросил симметричный удар справа. Пользуясь преимуществом в росте, Кличко держал противника на дистанции, постоянно выбрасывая джебы (прямые удары) левой рукой.
Начиная с четвёртого раунда, Сандерс из-за усталости уже не мог пробить левый кросс с прежней скоростью. Он попытался заменить кросс левым хуком (боковым ударом), но и этот удар не смог дойти до цели из-за большого замаха, который делал Корри, пытаясь тем самым увеличить силу удара. В конце пятого раунда Кличко-старший потряс Сандерса серией акцентированных ударов, но не успел нокаутировать из-за прозвучавшего гонга (сигнала об окончании раунда). В шестом раунде южноафриканский спортсмен окончательно потерял скорость удара, а его удары стали «толкающими». Кличко всё чаще пробивал различные акцентированные удары, которые в большинстве своём доходили до цели. По словам Александра Беленького, «полем битвы давно уже был не сам ринг, а лицо Сандерса, потому что все боевые действия происходили только там». В седьмом и восьмом раундах Кличко-старший продолжал наращивать своё преимущество. К концу восьмого раунда Корри Сандерс окончательно обессилел и перестал защищаться от акцентированных ударов Кличко, это вынудило рефери поединка — Джона Шорле — вмешаться и остановить его.
Победа была присуждена Виталию Кличко с формулировкой TKO8 (технический нокаут в 8-м раунде).

### Статистика ударов
| Боксёры        | Раунд             | 1     | 2     | 3     | 4     | 5     | 6     | 7     | 8     | Всего   |
| -------------- | ----------------- | ----- | ----- | ----- | ----- | ----- | ----- | ----- | ----- | ------- |
| Виталий Кличко | Попаданий/всего   | 15/33 | 18/50 | 26/52 | 13/30 | 38/57 | 37/63 | 37/54 | 46/74 | 230/413 |
| Виталий Кличко | Процент попаданий | 45 %  | 36 %  | 50 %  | 43 %  | 67 %  | 59 %  | 69 %  | 62 %  | 56 %    |
|                |                   |       |       |       |       |       |       |       |       |         |
| Корри Сандерс  | Попаданий/всего   | 15/52 | 6/28  | 7/40  | 4/12  | 1/16  | 8/37  | 3/18  | 7/26  | 51/229  |
| Корри Сандерс  | Процент попаданий | 29 %  | 21 %  | 18 %  | 33 %  | 6 %   | 22 %  | 17 %  | 22 %  | 22 %    |

## Андеркарт
В таблице перечислены результаты всех поединков боксёров.
В каждой строке указан результат поединка. Дополнительно номер поединка обозначен цветом, который обозначает итог поединка. Расшифровка обозначений и цветов представлена в нижеследующей таблице.
| Пример | Расшифровка                     |
| ------ | ------------------------------- |
|        | Победа                          |
|        | Ничья                           |
|        | Поражение                       |
|        | Планируемый поединок            |
|        | Поединок признан несостоявшимся |
| КО     | Нокаут                          |
| ТКО    | Технический нокаут              |
| PTS    | Решение судей (по очкам)        |
| UD     | Единогласное решение судей      |
| MD     | Решение большинства судей       |
| SD     | Раздельное решение судей        |
| RTD    | Отказ от продолжения боя        |
| DQ     | Дисквалификация                 |
| NC     | Поединок признан несостоявшимся |

| Боксёр                   | Итог боя  | Боксёр                     | Примечания                                                        |
| ------------------------ | --------- | -------------------------- | ----------------------------------------------------------------- |
| Виталий Кличко (33-2)    | TKO8 (12) | Корри Сандерс (39-2)       | Бой за вакантный титул чемпиона мира в тяжёлом весе по версии WBC |
| Карлос Бохоркес (21-4-6) | KO4 (8)   | Рональд Уивер (29-13-1)    |                                                                   |
| Ахмад Каддур (16-0)      | TKO4 (8)  | Хуан Карлос Гарсия (7-2)   |                                                                   |
| Хосе Наварро (19-0)      | TKO5 (8)  | Мартин Армента (11-5-3)    |                                                                   |
| Сумя Анани (22-1-1)      | UD6 (6×2) | Лиза Холвин (22-11-1)      |                                                                   |
| Тарас Биденко (9-1)      | UD6 (6)   | Агустин Корпус (10-13-3)   |                                                                   |
| Эфрен Инохоса (26-2)     | UD4 (4)   | Хосе Луис Монтес (11-58-1) |                                                                   |

## После боя
После поражения от Кличко-старшего карьера Сандерса пошла на спад. Он провёл три рейтинговых поединка против малоизвестных боксёров, в которых одержал победы. 2 февраля 2008 года он провёл свой последний поединок на профессиональном ринге, проиграв нокаутом Осборну Мачимане (14-5-1) в бою за титул чемпиона Южной Африки в тяжёлом весе. После поражения от Мачимане Сандерс принял решение окончательно завершить карьеру.
После победы над Сандерсом Виталий Кличко провёл ещё один поединок — 11 декабря 2004 года — против британца Дэнни Уильямса (32-3), который в своём предыдущем поединке победил Майка Тайсона. Поединок проходил с преимуществом Виталия Кличко и завершился его победой техническим нокаутом в 8-м раунде. При этом Кличко-старший не только защитил титул чемпиона мира по версии WBC, но и завоевал вакантный титул чемпиона по версии журнала The Ring. В 2005 году Виталий Кличко планировал защитить титул в бою против Хасима Рахмана, но поединок несколько раз переносился из-за травм Кличко. В конце 2005 года Виталий объявил о завершении спортивной карьеры, и титул чемпиона мира вновь стал вакантным.
11 октября 2008 года Виталий Кличко вернулся на ринг и, победив действующего чемпиона мира по версии WBC Сэмюэля Питера (30-1), вернул себе чемпионский титул.

## Комментарии
1. ↑  Во время поединка боксёр должен держать руки поднятыми, для того чтобы защитить голову и корпус от ударов противника. Опущенные руки могут свидетельствовать как об усталости боксёра, так и об особенностях его техники.